# Mindestbesteuerung
Regelungen zur Mindestbesteuerung sollen den Besteuerungsanspruch des erhebenden Staates sicherstellen. Teilweise richten sie sich unmittelbar gegen Strategien zur Steuervermeidung, teilweise sollen sie einen regelmäßigen Steuerfluss sicherstellen.
Unabhängig von ihrer genauen Ausgestaltung wirken Mindestbesteuerungsvorschriften verzerrend und vermindern die Neutralität eines Steuersystems. Aufgabe des Gesetzgebers ist es, diese steuersystematischen Nachteile gegen die angestrebten Ziele abzuwägen.
Regelungen zur Mindestbesteuerung existieren in vielen Staaten. Üblich sind dabei
- Verlustverrechnungsbeschränkungen
- Mindeststeuern in Form von Festbeträgen
- Mindeststeuersätze oder Mindesthebesätze

## Verlustverrechnungsbeschränkungen
Seit 2004 können in Deutschland gem. § 10d (2) EStG nicht ausgeglichene negative Einkünfte in den folgenden Veranlagungszeiträumen
- bis zu einem Gesamtbetrag der Einkünfte von 1 Million Euro unbeschränkt,
- darüber hinaus bis zu 60 Prozent des 1 Million Euro übersteigenden Gesamtbetrags der Einkünfte

vorrangig vor Sonderausgaben, außergewöhnlichen Belastungen und sonstigen Abzugsbeträgen abgezogen werden (Regelung zum Verlustvortrag).
Bei einem bestehenden Verlustvortrag in Höhe von 3 Millionen Euro und einem zu versteuernden Einkommen vor Verlustausgleich im aktuellen Jahr in Höhe von 2 Millionen Euro bedeutet das, dass lediglich 1,6 Mio. Euro der Verluste ausgeglichen werden können, während für 400.000 Euro Steuern anfallen.

## Mindeststeuern in Form von Festbeträgen
- In Österreich fällt für Kapitalgesellschaften – sowohl bei Gewinn als auch bei Verlust – eine so genannte Mindestkörperschaftsteuer an. Diese Mindeststeuer beträgt für GmbHs seit 2024 EUR 500 pro Jahr und ist bereits im Voraus zu je einem Viertel zu entrichten (grundsätzlich am 15. Februar, 15. Mai, 15. August und 15. November).
- In Luxemburg fällt für Kapitalgesellschaften eine mit der österreichischen Mindestkörperschaftsteuer vergleichbare Steuer in Höhe von 3.000 Euro an.
- Die Vereinigten Staaten haben mit der für Einkommen- und Körperschaftsteuerpflichtige geltenden alternativen Mindeststeuer (alternative minimum tax, AMT) einen anderen Weg beschritten. Dabei handelt es sich um eine von der Ermittlung der regulären Steuerschuld weitgehend unabhängige Parallelrechnung für eine separate Bemessungsgrundlage, auf die dann spezielle Steuersätze anzuwenden sind. Ziel der AMT ist die Sicherstellung einer Mindeststeuerzahlung für natürliche und juristische Personen. Die AMT ersetzt die reguläre Steuerschuld, sofern sie diese übersteigt. Kompliziert ist die Berechnung der AMT vor allem für Personengesellschaften und Kapitalgesellschaften.
- Auch in Kanada greift eine Regelung zur Mindestbesteuerung, wenn Personen mit hohen Einkünften nur zu einem geringen Anteil des Einkommens der regulären Besteuerung unterliegen. Dieser Effekt kann beispielsweise auftreten, wenn ein Großteil des Einkommens aus Quellen erzielt wird, die steuerlich begünstigt sind.

## Mindeststeuersätze oder Mindesthebesätze
In Deutschland beträgt der Hebesatz der Gewerbesteuer 200 Prozent, wenn die Gemeinde nicht einen höheren Hebesatz bestimmt hat (§ 16 (4) 2 GewStG).
Soweit innerhalb der EU Steuern harmonisiert sind, gelten Mindeststeuersätze (z. B. bei der Umsatzsteuer, der Mineralölsteuer), die von den Mitgliedstaaten nicht unterschritten werden dürfen.

## Globale Mindestbesteuerung
Anfang Juni 2021 verständigten sich die Finanzminister der G7-Staaten auf dem Gipfeltreffen in St Ives auf Eckpunkte einer weltweit geltenden Mindestbesteuerung der digitalen Wirtschaft (Digitalsteuer für international agierende Großunternehmen), um das „Steuerdumping“ zu unterbinden. Die 136 Länder, darunter alle Mitglieder der Gruppe der zwanzig wichtigsten Industrie- und Schwellenländer und einige Steueroasen wie die Cayman-Inseln, repräsentieren über 90 % des globalen Bruttoinlandsprodukts. Unter dem Dach des OECD-Projekts Inclusive Framework on Base Erosion and Profit Shifting vereinbarte man im Oktober 2021 den weltweit geltenden Mindeststeuersatz von 15 % für Konzerne ab 750 Millionen US-Dollar Umsatz. Steuern werden unabhängig vom rechtlichen Sitz der Firmen dort entrichtet werden, wo die Unternehmen operieren und ihre Profite entstehen. Kenia, Nigeria, Pakistan und Sri Lanka und die USA stimmten der Steuerreform nicht zu. . Die globale Mindestbesteuerung soll ab 2023 für Großunternehmen gelten.

### Umsetzung in der EU (Richtlinie 2022/2523)
Die entsprechende Richtlinie (EU) 2022/2523 zur Gewährleistung einer globalen Mindestbesteuerung für multinationale Unternehmensgruppen und große inländische Gruppen ist bis zum 31. Dezember 2023 von den Mitgliedstaaten umzusetzen.
| 20.03.2023 | Diskussionsentwurf des Bundesministeriums der Finanzen – Entwurf eines Gesetzes für die Umsetzung der Richtlinie zur Gewährleistung einer globalen Mindestbesteuerung für multinationale Unternehmensgruppen und große inländische Gruppen in der Union (Mindestbesteuerungsrichtlinie-Umsetzungsgesetz – MinBestRL-UmsG).                                                                  |
| 07.07.2023 | Referentenentwurf des Bundesministeriums der Finanzen – Referentenentwurf eines Gesetzes für die Umsetzung der Richtlinie zur Gewährleistung einer globalen Mindestbesteuerung für multinationale Unternehmensgruppen und große inländische Gruppen in der Union und die Umsetzung weiterer Begleitmaßnahmen (Mindestbesteuerungsrichtlinie-Umsetzungsgesetz – MinBestRL-UmsG) [PDF, 2 MB]. |
| 16.08.2023 | Die Bundesregierung beschließt den Entwurf für ein Mindestbesteuerungsrichtlinie-Umsetzungsgesetz (Regierungsentwurf, hinterlegt auf den Seiten des Bundesministeriums der Finanzen). |
| 18.08.2023 | Die Bundesregierung leitet ihren Gesetzentwurf dem Bundesrat zu (BR-Drs. 365/23). |
| 19.09.2023 | Die Ausschüsse des Bundesrats geben ihre Empfehlungen ab (BR-Drs. 365/1/23). |
| 29.09.2023 | Der Bundesrat berät denGesetzentwurf im ersten Durchgang und gibt seine Stellungnahme ab (BR-Drs. 365/23 Beschluss). |
| 06.10.2023 | Die Bundesregierung leitet ihren Gesetzentwurf dem Deutschen Bundestag zu (BT-Drs. 20/8668). |
| 11.10.2023 | Der Deutsche Bundestag berät den Gesetzentwurf in erster Lesung und überweist ihn in die Ausschüsse (Pressemitteilung). |
| 18.10.2023 | Vor dem Finanzausschuss des Deutschen Bundestags findet eine öffentliche Anhörung statt (Pressemitteilung). |
| 8.11.2023  | Der Finanzausschuss des Deutschen Bundestags stimmt dem Gesetzentwurf zu (Pressemitteilung). |
| 10.11.2023 | Der Deutsche Bundestag berät den Gesetzentwurf in zweiter und dritter Lesung und nimmt ihn in Ausschussfassung an (Pressemitteilung). Dafür stimmten die Fraktionen der Regierungsparteien SPD, Grüne und FDP sowie die Union als größte Oppositionspartei. Die Linke und die AfD votierten dagegen.                                                                                        |
| 31.12.2023 | Das Mindeststeuergesetz ist am 28. Dezember 2023 in Kraft getreten und gemäß seinem § 101 erstmals auf nach dem 30.12.2023 beginnende Geschäftsjahre anwendbar. |

### Umsetzung in der Schweiz
Per 1. Januar 2024 wird die OECD/G20-Mindestbesteuerung auch in der Schweiz eingeführt.

### Rückzug der Vereinigten Staaten
Mit Beginn seiner zweiten Amtszeit erließ Präsident Donald Trump eine Executive Order, in der er erklärte, dass die Vereinigten Staaten sich aus dem Global Tax Deal zurückziehen und dessen Bestimmungen nicht weiter anwenden würden.